# Amoeiro
Amoeiro es un municipio español de la provincia de Orense (Galicia). Pertenece a la comarca de Orense.

## Geografía
- Altitud: 396 metros.
- Latitud: 42°25′ N
- Longitud: 7°57′ O

## Descripción geográfica
Amoeiro se enmarca en la meseta de Os Chaos, situada al noroeste del valle del río Miño, limitando al este con el municipio de Coles, al norte con Villamarín y San Cristóbal de Cea, al sur con la capital de la provincia de Orense y Pungín y al oeste con el de Maside. Posee unas características geográficas muy singulares que lo convierten en una de las comarcas mejor individualizadas de toda Galicia. Mira a la ciudad de Orense por los bordes de Palmés y O Castro y dialoga con el río Miño por las bocarriberas de Santa Cruz y Coles.
En general, se trata de un terreno llano y fértil con un paisaje homogéneo y atractivo que se complementa con capas forestales a base de pinos y eucaliptos. Además de todo esto Amoeiro cuenta con uno de los mayores cotos de caza de toda Galicia donde se pueden ver jabalíes, corzos, conejos...

## Historia
El espacio geográfico de Amoeiro parece que estuvo habitado desde la época prerromana y romana a juzgar por los restos encontrados que, aún que escasos, son un fiel reflejo de la existencia en el pasado de villas y caminos romanos, así como otros restos de la cultura celta.
En la época más reciente perteneció a varios señoríos, entre ellos a la casa de Vilamarín. También estuvo incluido en las posesiones del monasterio cisterciense de Oseira.

## Geografía humana

### Demografía
Cuenta con una población de 2399 habitantes (INE 2024).
| Gráfica de evolución demográfica de Amoeiro entre 1842 y 2021 |
| |
| Población de derecho según los censos de población del INE Población de hecho según los censos de población del INEEn este censo se denominaba Amociro: 1842 En estos censos se denominaba Amoéiro: 1857, 1860 y 1877 |

### Organización territorial
El municipio está formado por cincuenta y seis entidades de población distribuidas en ocho parroquias:
- Abruciños (San Juan)[5][8]
- Amoeiro (Santa María)
- Bóveda[6][7] (San Pelagio)[9][5][10]
- Cornoces (San Martín)[5][11]
- Fuentefría[6] (Santa Marina)[5][12]
- Parada[6][7] (Santiago)[13]
- Rouzós (San Ciprián)[5][14]
- Trasalva[6] (San Pedro)[5][15]

## Monumentos
El interés patrimonial del ayuntamiento de Amoeiro radica en que tiene huellas de todas las etapas del pasado, lo cual ayuda a crear un paisaje con características excepcionales, difíciles de encontrar en otros lugares. 
El principal atractivo monumental del municipio, es la arquitectura religiosa con numerosos edificios románicos del siglo XII en los que aparecen elementos característicos de un románico rural, austero y cerrado, como las iglesias parroquiales de S. Martiño de Cornoces, levantada sobre peñascos; Santa María de Amoeiro y la de Santa María de Fontefría. Especial relevancia presenta la iglesia Santa María de Fontefría, en cuyo atrio fue descubierto un sarcófago de granito de época anterior al siglo XI. En la capilla de Sanxiago podemos encontrar un ara romana que hoy forma parte del pie de la pila bautismal y que se cree es única en la provincia, así como restos de la cultura castreña. El Priorato de Bóveda, de estilo románico, es otra construcción religiosa que merece ser visitada.
La arquitectura civil está representada por ilustres casas como la de Miranda en Parada, la de Coto-Martín, la de Reinoso en Cornoces, el pazo de S. Damián en Abruciños, casa de Gayón en la capital del municipio y el Pazo de Trasalba. A lo que hay que sumar los restos de un castillo medieval asentado sobre un antiguo castro celta (del cual también quedan algunos vestigios) 
El pazo de Trasalba se encuentra en la parroquia del mismo nombre, lugar de nacimiento del célebre novelista y ensayista gallego Ramón Otero Pedrayo, en donde nació. Otero Pedrayo es uno de los hombres clave en la cultura gallega del siglo XX, residió gran parte de su vida en el Pazo de Trasalba. En 1976 se creó en este pazo un museo monográfico que recrea la vivienda paciega, con sus diversas estancias, entre las que destaca la biblioteca de Otero Pedrayo. En la actualidad el pazo es la casa museo dedicada a su antiguo propietario, y es sede de la Fundación Otero Pedrayo. Se puede visitar los días laborables de 10:30 a 13:00 y de 16:00 a 18:00 h. todo el año y cierra los domingos y festivos.
El pazo de S. Damían de Abruciños, se llamó en sus orígenes Pousa de Cacabelos o Pazo da Costa y fue construido por Fernando de Boán, cura de Abruciños a finales del siglo XVI. Esta edificación se encontraba en total abandono hasta hace unos años, pero ha sido restaurado completamente, respetando las singularidades de esta valiosa pieza del patrimonio arquitectónico gallego, y en la actualidad es un hotel rural.
Amoeiro conserva una importante arquitectura popular en piedra de la que da fe una amplia lista de hórreos, cruceros, lavaderos, molinos y hornos.
También hay que hacer referencia al Ponte de San Fiz sobre el río Barbantiño por el que pasaba el Camino Real de Ourense a Pontevedra.
A través del municipio discurre el Camino de Santiago de la Plata.